# 拉谢兹勒维孔特
拉谢兹勒维孔特（法語：La Chaize-le-Vicomte，法語發音：[la ʃɛz lə vikɔ̃t]）是法国卢瓦尔河地区大区旺代省的一个市镇，属于永河畔拉罗什区。

## 地理
拉谢兹勒维孔特（46°40'20"N, 1°17'33"W）面积49.51 平方千米，位于法国卢瓦尔河地区大区旺代省，该省份为法国西部沿海省份，北起大西洋卢瓦尔省和曼恩-卢瓦尔省，西临大西洋，南至滨海夏朗德省，东部及东南部与德塞夫勒省接壤。
与拉谢兹勒维孔特接壤的市镇（或旧市镇、城区）包括：拉费里耶尔、富日雷、永河畔拉罗什、里沃德利永、圣马丹德努瓦耶、托里尼。

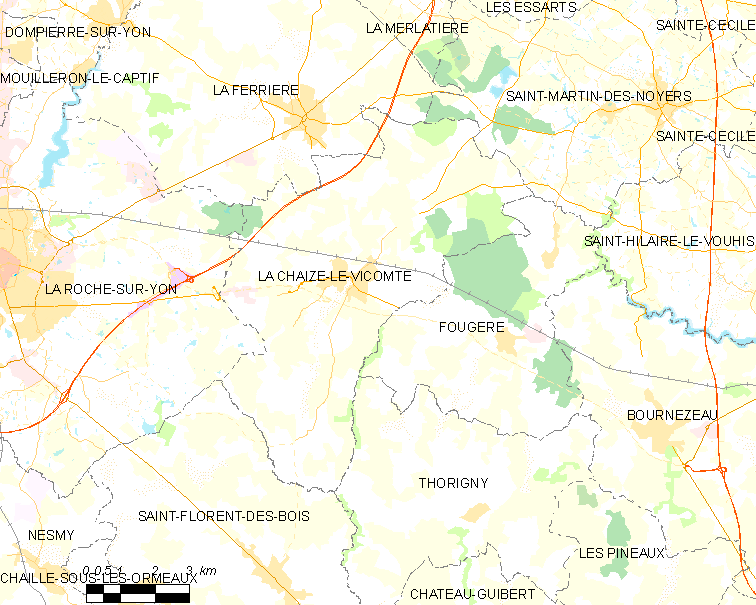
拉谢兹勒维孔特的OSM定位图

拉谢兹勒维孔特的时区为UTC+01:00、UTC+02:00（夏令时）。

## 行政
拉谢兹勒维孔特的邮政编码为85310，INSEE市镇编码为85046。

## 政治
拉谢兹勒维孔特所属的省级选区为永河畔拉罗什第二县。

## 人口

1962-2008年间拉谢兹勒维孔特人口变化图示

拉谢兹勒维孔特于2022年1月1日时的人口数量为3883人。